# 姆斯季斯拉夫·弗拉基米罗维奇 (切尔尼戈夫)
（勇敢的）姆斯季斯拉夫·弗拉基米罗维奇 Мстислав Владимирович Храбрый（978年—1036年），古罗斯王公，特穆塔拉干王公（988年~1036年），切尔尼戈夫王公（1024年~1036年）。
姆斯季斯拉夫·弗拉基米罗维奇为基辅大公弗拉基米尔一世·斯维亚托斯拉维奇之子，母亲为阿德里娅。他的教名为康斯坦丁。988年，他被父亲分封到黑海附近的小城特穆塔拉干做王公。
为了扩张自己的势力，姆斯季斯拉夫·弗拉基米罗维奇曾与拜占庭帝国结盟，共同进攻附近的未开化部落。1022年，他在与科索格人的首领的单独决斗中获胜，因而获得了这个民族的效忠。同年，他下令建造特穆塔拉干大教堂。
姆斯季斯拉夫·弗拉基米罗维奇是基辅大公智者雅罗斯拉夫（他是姆斯季斯拉夫的哥哥）最强大的政治对手。雅罗斯拉夫统一整个罗斯的努力由于姆斯季斯拉夫的活动而未能成功。1024年姆斯季斯拉夫·弗拉基米罗维奇趁雅罗斯拉夫离开基辅之际，率领一支由许多民族组成的军队企图夺取基辅，但未获成功。雅罗斯拉夫前往讨伐，但在切尔尼戈夫附近的利斯特文被姆斯季斯拉夫打败。这次战役之后，智者雅罗斯拉夫被迫放弃了制服姆斯季斯拉夫的企图，并与他订立和约。1026年两人在戈罗杰茨缔约，根据和约，兄弟两人实际上在罗斯划分了势力范围。姆斯季斯拉夫统治第聂伯河东岸，包括切尔尼戈夫和佩列亚斯拉夫在内的领土，以切尔尼戈夫为都城，是为切尔尼戈夫公国之始。雅罗斯拉夫则继续当大公并统治第聂伯河西岸的土地。
1031年，姆斯季斯拉夫·弗拉基米罗维奇曾为支援智者雅罗斯拉夫而出兵远征波兰。
在姆斯季斯拉夫·弗拉基米罗维奇于1036年去世后，智者雅罗斯拉夫终于得以合并了他的土地（因姆斯季斯拉夫无嗣）。

## 家庭
- 妻子：玛丽亚
- 子女：叶夫斯塔菲（？~1032年，早亡）